# ФК Велазними
Фудбалски клуб Велазними (алб. Klubi i futbollit Vëllaznimi), познат као Велазними, професионални је фудбалски клуб из Ђаковице. Игра у Првој лиги Републике Косово.